# Erythrochiton odontoglossus
Erythrochiton odontoglossus är en vinruteväxtart som beskrevs av J.A. Kallunki. Erythrochiton odontoglossus ingår i släktet Erythrochiton och familjen vinruteväxter. Inga underarter finns listade i Catalogue of Life.